# KAA Gent
Koninklijke Atletiek Associatie Gent, krajše KAA Gent ali preprosto Gent je belgijski nogometni klub iz mesta Gent v provinci Vzhodni Flandriji. KAA Gent bol belgický víťaz v roku 2015. Najboljši ligaški rezultat Genta je drugo mesto v sezoni 1954/55 in 2009/10. Doslej so osvojili 4 belgijske pokale. došli prvý tím ôsmy finále Ligy majstrov od roku 2001 . To bol stratený v dvoch zápasoch proti Wolfsburgu ( 2-3 , 0-1 )
Športni klub je bil ustanovljen leta 1864, zaradi česar je en izmed najstarejših klubov v Belgiji in je sestavljen iz več športnih skupin, med njimi tudi za atletiko in hokej na travi. Klub je nekoč uporabljal ime La Gantois, katerega pa še dandanes uporabljajo francosko govoreči Belgijci.
Sedanje ime je dobil leta 1971 in je eden izmed klubov ustanoviteljev belgijske unije atletskih športnih zvez, predhodnice belgijske nogometne zveze. Nogometni klub je bil ustanovljen leta 1900. Vzdevek nogometašev Genta je De Buffalos, ki je bil pridobljen v začetku leta 1900 po obisku rojstnega kraja Buffalo Billa. Gent je v svoji zgodovini imel le v dve obdobji odsotnosti iz prve divizije v 70. in 80. letih dvajsetega stoletja, drugače pa je vedno igral najmanj v 2. belgijski nogometni ligi. V 1. ligo se je vrnil leta 1989 in nekaj sezon kasneje je uspel priti do četrtfinala pokala UEFA v sezoni 1991/92, kar je do sedaj njegov največji evropski uspeh.
Gentov domači stadion je Ghelamco Arena v Gentu. Barvi kluba pa sta modra in bela.